# Walter Ayoví
Walter Orlando Ayoví Corozo (Esmeraldas, Ecuador, 11 de agosto de 1979) es un exfutbolista ecuatoriano naturalizado mexicano que jugaba de centrocampista o lateral izquierdo. Fue internacional absoluto con la selección de Ecuador.

## Trayectoria

### Inicios
Ayoví surge de las fuerzas básicas del Emelec debutando en 1999 siendo un jugador zurdo. Ganó 2 ligas con el equipo en 2001 y 2002.

### Barcelona SC y salida al extranjero
En 2003 es transferido al Barcelona SC pero un año después se va a préstamo al Al-Wasl FC de la Liga Árabe del Golfo.

### El Nacional
En 2006 llega al CD El Nacional ganando la Serie A en ese año.

### Llegada a México
A inicios del 2009 el Monterrey en México lo ficha, formando parte de una generación que ganó 2 títulos de Liga MX y 3 títulos de Liga de Campeones de la Concacaf. El 30 de abril del 2011 en un partido contra el Guadalajara hace un increíble gol desde poco más de la mitad de la cancha con el que daría la victoria al Monterrey.

### Pachuca y Dorados
En el verano del 2013 es fichado al Pachuca también de México donde fue subcampeón del Clausura 2014 jugando con su compañero de selección Enner Valencia. Para el Apertura 2015 es traspasado al recién ascendido Dorados de Sinaloa jugando sólo un semestre.

### Regreso al Monterrey
En diciembre del 2015 Ayoví regresa con el Monterrey siendo el primer refuerzo para el siguiente torneo, el 30 de abril hace un gol de tiro libre desde un cuarto de cancha en la goleada 6-0 al Chiapas FC, bajo del mando del técnico Antonio Mohamed queda subcampeón del Clausura 2016. Con el cuadro albiazul juega hasta el 2017.

### Guayaquil City FC y retiro
Regresando a Ecuador, es fichado por el Guayaquil City FC retirándose del fútbol en 2018.

### Real Acuña
Refuerzo para la temporada 2021 para el Real Acuña.

#### Clubes
| Club              | País    | Año       |
| ----------------- | ------- | --------- |
| Emelec            | Ecuador | 2000-2002 |
| Barcelona         | Ecuador | 2003-2004 |
| Al-Wasl           | EAU     | 2004-2005 |
| Barcelona         | Ecuador | 2005      |
| El Nacional       | Ecuador | 2006-2008 |
| Monterrey         | México  | 2009-2013 |
| Pachuca           | México  | 2013-2015 |
| Dorados           | México  | 2015      |
| Monterrey         | México  | 2016-2017 |
| Guayaquil City FC | Ecuador | 2017-2018 |
| Real Acuña        | México  | 2021      |

## Selección nacional

### Juvenil
Ayoví disputó el Campeonato Sudamericano Sub-17 de 1999 con la selección de fútbol sub-17 de Ecuador y el Torneo Preolímpico Sudamericano Sub-23 de 2000 con la selección de fútbol sub-23 de Ecuador. Si bien no tuvo objeciones para hacer lo último, si, en cambio, las tuvo para hacer lo primero, ya que en 2000 se descubrió que el futbolista había adulterado su documentación para falsificar su edad quitándose años y así resultar elegible para el combinado sub-17. Ello derivó en una sanción de seis meses para Ayoví.

### Absoluta
Ayoví fue convocado para la última plantilla de la Copa Mundial de la FIFA 2002 celebrada en Japón y Corea del Sur. Siendo uno de los integrantes más jóvenes de esa selección de Ecuador, no hizo acto de presencia en ese torneo. Fue un habitual de la selección ecuatoriana que se clasificó para la Copa Mundial de la FIFA 2006 en Alemania, pero esta vez, sorprendentemente, no fue incluido en la selección final de la Copa del Mundo.
Sin embargo, fue convocado para participar en la Copa América 2007 y anotó un tiro libre contra Colombia en un amistoso previo al torneo. Sus dos apariciones en la Copa América llegaron como suplente ante México y como titular ante Brasil.
Ayoví se convirtió en un elemento importante del equipo ecuatoriano que compite en las eliminatorias de la Copa del Mundo de la CONMEBOL 2010. Consolidó su posición inicial con un doblete ante el vecino Perú en la victoria por 5-1. El 11 de junio de 2009, marcó contra Argentina, lo que llevó a Ecuador a una victoria por 2-0.
Durante las eliminatorias de la Copa del Mundo de la CONMEBOL 2014, Ayoví jugó en los 16 partidos de clasificación para Ecuador, ayudando al equipo a clasificar para las finales del torneo en Brasil. Ayoví pasó a jugar en cada minuto de la campaña de la Copa del Mundo de Ecuador, comenzando como lateral izquierdo en los tres partidos del Grupo E del equipo.
El 31 de marzo de 2015, Ayoví fue internacional por centésima vez con Ecuador en la derrota por 2-1 en un amistoso ante Argentina en Nueva Jersey. Más tarde ese año, fue incluido en el equipo de Ecuador para la Copa América 2015 y fue capitán de La Tri en el partido inaugural del torneo, una derrota por 2-0 ante el anfitrión Chile en Santiago.
Walter Ayovi fue uno de los pocos jugadores que ha participado desde el proceso eliminatorio de Corea-Japón 2002 donde no disputó partidos pero si fue convocado al Mundial 2002.
También participó en las eliminatorias de Alemania 2006 disputando un total de 5 siendo una de la principales figuras de la eliminatorias, sin embargo no fue convocado para el mundial 2006, en las eliminatorias a Sudáfrica 2010, fue uno de los goleadores de la tricolor junto a Edison Méndez, Antonio Valencia, y Christian "el Chucho" Benítez a pesar de disputar un total de 17 partidos, no logró clasificar con la tricolor al mundial 2010, posteriormente en las eliminatorias a Brasil 2014 también tuvo una destacada participación, sin embargo recibió duras críticas por haber fallado un penal en el partido de visita de Colombia, la última eliminatoria que disputó con la selección fue en Rusia 2018 donde llevó el mando del Capitán de la Tricolor.
En la eliminatoria Rusia 2018, fue convocado en un total de 16 partidos pero sólo disputó 12, siendo una de las figuras del proceso de Gustavo Quinteros, no obstante fue criticado por bajo rendimiento y a su vez se destacó por un Autogol en el partido de local ante Brasil.
Después del fracaso en las eliminatorias Rusia 2018 y disputas o la mala relación con la Federación de Carlos Villacis, no fue convocado más en la tricolor, en el 2018 con la llegada de Hernan Darío Gómez fue rezagado de la tricolor, al mismo tiempo su nivel futbolístico se vio mermado por la mala campaña que tuvo el Guayaquil City en la temporada 2018, año donde anunciara su retiro de la Tricolor como del fútbol ecuatoriano .
Debido a su retiro y por estar casi 2 años sin equipo, no fue tomado en cuenta para ninguno de los procesos de Jorge Celico en los amistosos de 2019, y el actual proceso de Gustavo Alfaro en las eliminatorias Catar 2022.
Su último partido como titular fue en la derrota de local con Colombia en el 2017, y el último partido donde fue convocado fue en la también derrota de local contra Perú en el 2017.

#### Participaciones enCopas del Mundo
| N.º                      | Mundial                       | Sede                     | Resultado                | PJ | GA | Asis |
| ------------------------ | ----------------------------- | ------------------------ | ------------------------ | -- | -- | ---- |
| 1                        | Mundial de Corea y Japón 2002 | Corea del Sur y Japón    | Fase de grupos           | 0  | 0  | 0    |
| 2                        | Mundial de Brasil 2014        | Brasil                   | Fase de grupos           | 3  | 0  | 2    |
| Total en Copas del Mundo | Total en Copas del Mundo      | Total en Copas del Mundo | Total en Copas del Mundo | 3  | 0  | 2    |

#### Participaciones enEliminatorias al Mundial
| N.º                    | Eliminatoria                                | Sede                   | Sede del Mundial       | Posición               | Resultado   | PJ | GA | Asis |
| ---------------------- | ------------------------------------------- | ---------------------- | ---------------------- | ---------------------- | ----------- | -- | -- | ---- |
| 1                      | Eliminatorias Mundial de Corea y Japón 2002 | América del Sur        | Corea del Sur y Japón  | 2°lugar 31pts          | Clasificado | 0  | 0  | 0    |
| 2                      | Eliminatorias Mundial de Alemania 2006      | América del Sur        | Alemania               | 3°lugar 28pts          | Clasificado | 5  | 0  | 0    |
| 3                      | Eliminatorias Mundial de Sudáfrica 2010     | América del Sur        | Sudáfrica              | 6°lugar 23pts          | Eliminado   | 17 | 3  | 2    |
| 4                      | Eliminatorias Mundial de Brasil 2014        | América del Sur        | Brasil                 | 4°lugar 25pts          | Clasificado | 16 | 0  | 2    |
| 5                      | Eliminatorias Mundial de Rusia 2018         | América del Sur        | Rusia                  | 8°lugar 20pts          | Eliminado   | 12 | 0  | 0    |
| Total en Eliminatorias | Total en Eliminatorias                      | Total en Eliminatorias | Total en Eliminatorias | Total en Eliminatorias | 3/5         | 50 | 3  | 4    |

#### Participaciones enCopas Américas
| N.º                    | Torneo                  | Sede                   | Resultado              | PJ | GA | Asis |
| ---------------------- | ----------------------- | ---------------------- | ---------------------- | -- | -- | ---- |
| 1                      | Copa América 2001       | Colombia               | Fase de grupos         | 0  | 0  | 0    |
| 2                      | Copa América 2007       | Venezuela              | Fase de grupos         | 2  | 0  | 0    |
| 3                      | Copa América 2011       | Argentina              | Fase de grupos         | 3  | 0  | 0    |
| 4                      | Copa América 2015       | Chile                  | Fase de grupos         | 3  | 0  | 0    |
| 5                      | Copa América Centenario | Estados Unidos         | Cuartos de final       | 4  | 0  | 1    |
| Total en Copas América | Total en Copas América  | Total en Copas América | Total en Copas América | 12 | 0  | 1    |

## Fútbol variación
Ayoví jugó entre 2022 y 2024 para el Monterrey Flash, un equipo de fútbol indoor mexicano que compite en la Major Arena Soccer League.
En abril de 2024 se unió al Raniza FC del torneo de fútbol 7 Américas Kings League, proclamándose campeón del primer split 2024. En octubre de ese año pasó al Persas FC de la misma liga, club que terminó el torneo como subcampeón del segundo split anual.

## Estadísticas
Datos actualizados a fin de carrera deportiva.
| Emelec · Ecuador |               |               |     |    |    |    |    |     |     |    |
| 1.ª | 2000          | 24            | 3   | -  | -  | 2  | 0  | 26  | 3   |    |
| 1.ª | 2001          | 31            | 3   | -  | -  | 16 | 1  | 47  | 4   |    |
| 1.ª | 2002          | 32            | 2   | -  | -  | -  | -  | 32  | 2   |    |
| Total club | Total club    | 87            | 8   | 0  | 0  | 18 | 1  | 105 | 9   |    |
| Barcelona · Ecuador |               |               |     |    |    |    |    |     |     |    |
| 1.ª | 2003          | 28            | 3   | -  | -  | 8  | 0  | 36  | 3   |    |
| 1.ª | 2004          | 38            | 9   | -  | -  | 2  | 0  | 40  | 9   |    |
| 1.ª | 2005          | 36            | 6   | -  | -  | -  | -  | 36  | 6   |    |
| Total club | Total club    | 102           | 18  | 0  | 0  | 10 | 0  | 112 | 18  |    |
| Al-Wasl · EAU |               |               |     |    |    |    |    |     |     |    |
| 1.ª | 2004          | 14            | 7   | -  | -  | -  | -  | 14  | 7   |    |
| Total club | Total club    | 14            | 7   | 0  | 0  | 0  | 0  | 14  | 7   |    |
| El Nacional · Ecuador |               |               |     |    |    |    |    |     |     |    |
| 1.ª | 2006          | 28            | 3   | -  | -  | 7  | 0  | 35  | 3   |    |
| 1.ª | 2007          | 29            | 5   | -  | -  | 8  | 1  | 37  | 6   |    |
| 1.ª | 2008          | 37            | 4   | -  | -  | 4  | 0  | 37  | 3   |    |
| Total club | Total club    | 94            | 12  | 0  | 0  | 19 | 1  | 113 | 13  |    |
| Monterrey · México |               |               |     |    |    |    |    |     |     |    |
| 1.ª | C-2009        | 17            | 2   | -  | -  | -  | -  | 17  | 2   |    |
| 1.ª | A-2009        | 22            | 0   | -  | -  | -  | -  | 22  | 0   |    |
| 1.ª | C-2010        | 18            | 2   | 2  | 0  | 4  | 0  | 24  | 0   |    |
| 1.ª | A-2010        | 21            | 2   | -  | -  | 2  | 0  | 23  | 5   |    |
| 1.ª | C-2011        | 19            | 3   | -  | -  | 6  | 0  | 25  | 3   |    |
| 1.ª | A-2011        | 16            | 1   | -  | -  | 7  | 0  | 23  | 1   |    |
| 1.ª | C-2012        | 23            | 2   | -  | -  | 6  | 1  | 29  | 3   |    |
| 1.ª | A-2012        | 19            | 0   | -  | -  | 6  | 0  | 25  | 0   |    |
| 1.ª | C-2013        | 19            | 1   | -  | -  | 6  | 1  | 25  | 2   |    |
| 1.ª | C-2016        | 20            | 1   | 3  | 0  | -  | -  | 23  | 1   |    |
| 1.ª | A-2016        | 14            | 0   | -  | -  | 1  | 0  | 15  | 0   |    |
| 1.ª | C-2017        | 10            | 0   | 6  | 0  | -  | -  | 16  | 0   |    |
| Total club | Total club    | 218           | 14  | 11 | 0  | 38 | 2  | 267 | 16  |    |
| Pachuca · México |               |               |     |    |    |    |    |     |     |    |
| 1.ª | A-2013        | 16            | 1   | -  | -  | -  | -  | 16  | 1   |    |
| 1.ª | C-2014        | 22            | 2   | 1  | 0  | -  | -  | 23  | 1   |    |
| 1.ª | A-2014        | 15            | 0   | 1  | 0  | 1  | 0  | 17  | 0   |    |
| 1.ª | C-2015        | 20            | 1   | -  | -  | 1  | 0  | 21  | 1   |    |
| Total club | Total club    | 73            | 4   | 2  | 0  | 2  | 0  | 77  | 4   |    |
| Dorados · México |               |               |     |    |    |    |    |     |     |    |
| 1.ª | A-2015        | 14            | 1   | -  | -  | -  | -  | 14  | 1   |    |
| Total club | Total club    | 14            | 1   | 0  | 0  | 0  | 0  | 14  | 1   |    |
| Guayaquil City · Ecuador |               |               |     |    |    |    |    |     |     |    |
| 1.ª | 2017          | 15            | 1   | -  | -  | -  | -  | 15  | 1   |    |
| 1.ª | 2018          | 21            | 1   | -  | -  | -  | -  | 21  | 1   |    |
| Total club | Total club    | 36            | 2   | 0  | 0  | 0  | 0  | 36  | 2   |    |
| Total carrera | Total carrera | Total carrera | 638 | 66 | 13 | 0  | 87 | 4   | 738 | 70 |
| (1) Incluye datos de la InterLiga (2010), Copa México (C-2014, A-2014, C-2016). (2) Incluye datos de la Copa Libertadores (2000, 2001, 2003, 2004, 2006, 2007, 2010); Copa Merconorte (2001); Copa Sudamericana (2003, 2006, 2007); Liga de Campeones de la Concacaf (2010-11, 2011-12, 2012-13, 2014-15, 2016-17); Copa Mundial de Clubes de la FIFA (2011, 2012). (3) No incluye goles en partidos amistosos. |               |               |     |    |    |    |    |     |     |    |

### Selección nacional
| Selección         | Año   | Amistoso | Amistoso | Copa América | Copa América | Eliminatorias | Eliminatorias | Copa del Mundo | Copa del Mundo | Total | Total |
| Selección         | Año   | PJ       | G        | PJ           | G            | PJ            | G             | PJ             | G              | PJ    | G     |
| Ecuador · Ecuador | 2001  | 2        | 0        | -            | -            | -             | -             | -              | -              | 2     | 0     |
| Ecuador · Ecuador | 2002  | 3        | 0        | -            | -            | -             | -             | -              | -              | 3     | 0     |
| Ecuador · Ecuador | 2003  | 1        | 0        | -            | -            | -             | -             | -              | -              | 1     | 0     |
| Ecuador · Ecuador | 2004  | 1        | 0        | -            | -            | 3             | 0             | -              | -              | 4     | 0     |
| Ecuador · Ecuador | 2005  | 5        | 0        | -            | -            | 2             | 0             | -              | -              | 7     | 0     |
| Ecuador · Ecuador | 2007  | 6        | 2        | 2            | 0            | 4             | 1             | -              | -              | 12    | 3     |
| Ecuador · Ecuador | 2008  | 4        | 1        | -            | -            | 6             | 0             | -              | -              | 10    | 1     |
| Ecuador · Ecuador | 2009  | 2        | 0        | -            | -            | 7             | 1             | -              | -              | 9     | 1     |
| Ecuador · Ecuador | 2010  | 5        | 2        | -            | -            | -             | -             | -              | -              | 5     | 2     |
| Ecuador · Ecuador | 2011  | 10       | 0        | 3            | 0            | 3             | 0             | -              | -              | 16    | 0     |
| Ecuador · Ecuador | 2012  | 2        | 0        | -            | -            | 6             | 0             | -              | -              | 8     | 0     |
| Ecuador · Ecuador | 2013  | 5        | 1        | -            | -            | 7             | 0             | -              | -              | 12    | 1     |
| Ecuador · Ecuador | 2014  | 7        | 0        | -            | -            | -             | -             | 3              | 0              | 10    | 0     |
| Ecuador · Ecuador | 2015  | 4        | 0        | 3            | 0            | 4             | 0             | -              | -              | 11    | 0     |
| Ecuador · Ecuador | 2016  | -        | -        | 4            | 0            | 6             | 0             | -              | -              | 10    | 0     |
| Ecuador · Ecuador | 2017  | -        | -        | -            | -            | 2             | 0             | -              | -              | 2     | 0     |
| Ecuador · Ecuador | Total | 57       | 6        | 12           | 0            | 50            | 2             | 3              | 0              | 122   | 8     |

### Resumen estadístico
| Competición           | Encuentros | Goles | Promedio |
| --------------------- | ---------- | ----- | -------- |
| Primera División      | 638        | 66    | 0,10     |
| Copas nacionales      | 13         | 0     | 0,00     |
| Copas internacionales | 87         | 4     | 0,04     |
| Selección de Ecuador  | 122        | 8     | 0,01     |
| Total                 | 860        | 78    | 0,09     |

## Palmarés

### Campeonatos nacionales
| Título             | Club        | País    | Año  |
| ------------------ | ----------- | ------- | ---- |
| Serie A de Ecuador | Emelec      | Ecuador | 2001 |
| Serie A de Ecuador | Emelec      | Ecuador | 2002 |
| Serie A de Ecuador | El Nacional | Ecuador | 2006 |
| Torneo Apertura    | Monterrey   | México  | 2009 |
| Torneo Apertura    | Monterrey   | México  | 2010 |

### Campeonatos internacionales
| Título                  | Club      | País   | Año     |
| ----------------------- | --------- | ------ | ------- |
| Concacaf Liga Campeones | Monterrey | México | 2010-11 |
| Concacaf Liga Campeones | Monterrey | México | 2011-12 |
| Concacaf Liga Campeones | Monterrey | México | 2012-13 |